# Ségur-le-Château
Ségur-le-Château é uma comuna francesa na região administrativa da Nova Aquitânia, no departamento de Corrèze. Estende-se por uma área de 9,48 km². Em 2010 a comuna tinha 185 habitantes (densidade: 19,5 hab./km²).
Pertence à rede das As mais belas aldeias de França.